# Подвеска (украшение)

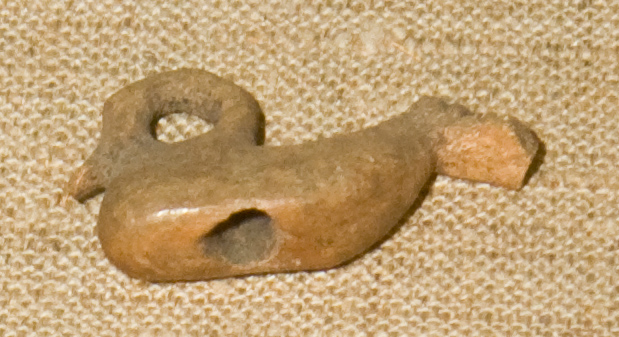
Подвеска в форме лебедя. Кость. (VIII-IX век). Археологические раскопки 1970-х годов, городище Камно, Псковская область. Государственный музей истории Санкт-Петербурга.

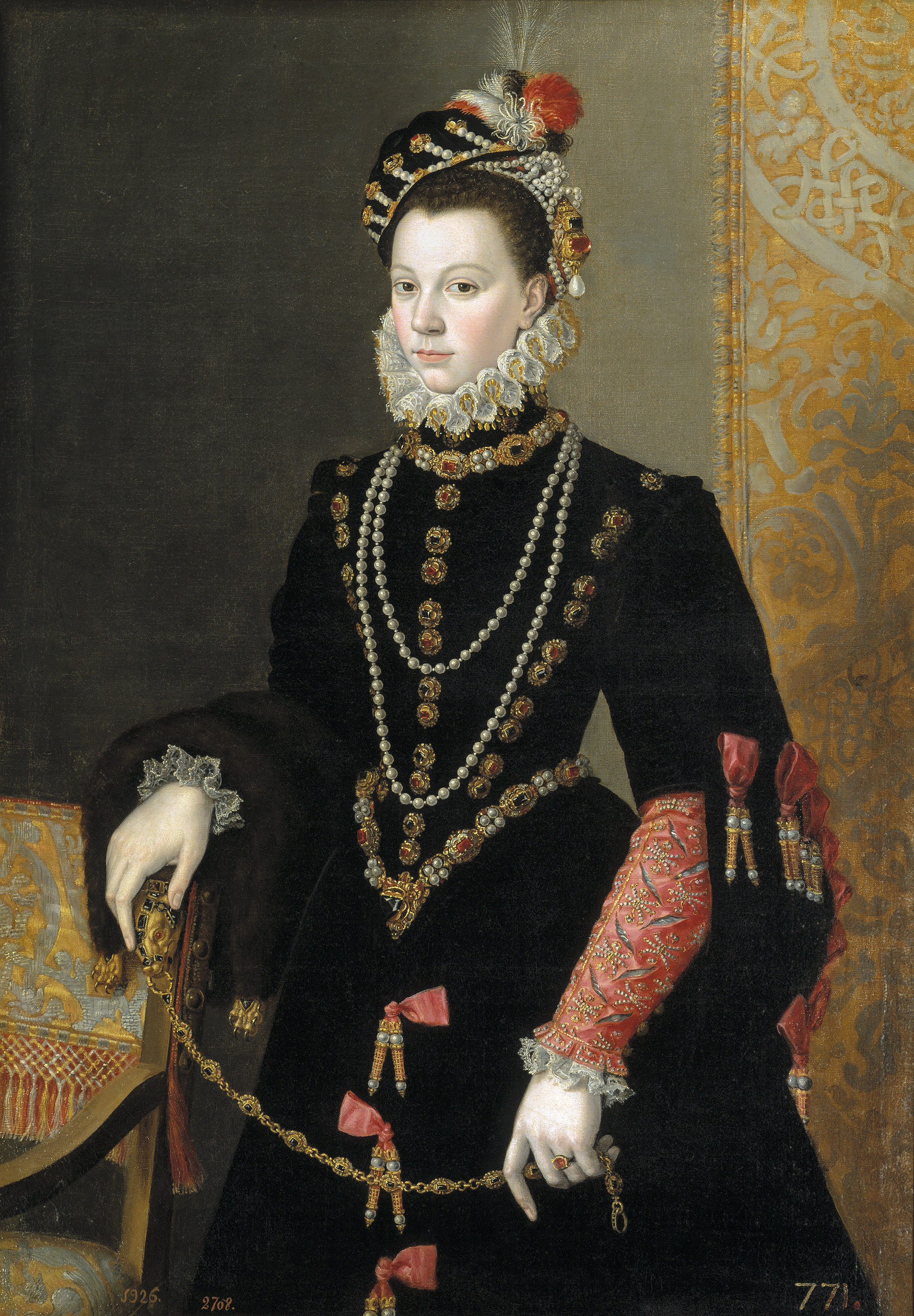
Портрет французской принцессы Изабеллы Валуа, королевы Испании в платье, украшенном подвесками. 1605

Подве́ска — ювелирное украшение, подвешивающееся к чему-либо, в отличие от кулона, который вешается только на шею. Подвески носили как мужчины, так и женщины.

## «Подвески королевы»
«Двенадцать алмазных подвесок» — один из сюжетообразующих предметов в романе Александра Дюма «Три мушкетёра».
Их можно видеть в огромном числе экранизаций этого романа, и ни в одном из них они не выглядят одинаково.
Согласно одной из версий, они представляли собой наконечники шнурков:

«В Средние века края одежды соединялись шнурками и застёжками; частично этот обычай сохранился и в описываемую нами эпоху. Подвески — это наконечники шнурков, изготовлявшиеся из золота или серебра и покрывавшиеся эмалью. Часто их украшали мелкими жемчужинами или камнями. В зависимости от того, завязывали шнурки бантом или продевали в дырочки, подвески были тройными, двойными или одинарными. Наибольшее распространение получила форма веретена».